# Romano I
Romano I Lecapeno (Romanos I Lakapenos, 870-948) fue emperador bizantino desde el año 920 hasta su deposición el 16 de diciembre de 944, de forma compartida con el emperador Constantino VII Porfirogéneta (913-959).

## Origen
Romano era el hijo de un campesino armenio llamado Teofilacto Asbastaktos (el insoportable), que como soldado, había rescatado al emperador Basilio I del enemigo en la batalla de Tephrike, y recompensado por ello con un puesto en la Guardia Imperial. Romano nació en Lecape, de ahí el nombre "Lecapeno". Aunque no recibiera ninguna educación refinada (de lo cual más tarde se burlaría su yerno Constantino VII), Romano avanzó en las filas del ejército durante el reinado del emperador León VI el Sabio, que también era de orígenes armenios. En 911 era general del thema naval de Samos y más tarde sirvió como almirante (droungarios) de la flota imperial. En calidad de almirante de la flota, participó en las operaciones bizantinas contra Bulgaria en el Danubio en 917, pero fue incapaz de realizar su misión. Después de la durísima derrota bizantina en la batalla de Aqueloo en 917 ante los búlgaros, Romano navegó a Constantinopla, donde gradualmente venció a la regencia desacreditada de la emperatriz Zoe Karbonopsina y su partidario León Focas.

## Ascenso al poder
Haciéndose cada vez más influyente en el gobierno, Romano exilió a sus rivales y reforzó sus conexiones con el emperador menor de edad Constantino VII. En mayo de 919, casó a su hija Elena Lecapeno con Constantino, por lo cual fue proclamado basileopátor ("el padre del Emperador"). En septiembre de 920, Romano fue designado césar, y finalmente el 17 de diciembre del mismo año, se convirtió en el coemperador coronado, haciéndose el verdadero líder del Imperio Bizantino.
En los siguientes años Romano I coronó a sus propios hijos como coemperadores: Cristóbal en 921, Esteban y Constantino en 924, aunque, por el momento, Constantino VII fuera considerado como primero en la fila de sucesión después del mismo Romano I. Es notable que, como él no agredió físicamente a Constantino, le llamaron "el usurpador apacible". Romano reforzó su posición al casar a sus hijas con los miembros de las familias poderosas aristocráticas de Argyros y Mouseles. Además, depuso al Patriarca de Constantinopla Nicolás el Místico, y acabó con el conflicto con el papado sobre los cuatro matrimonios del emperador León VI.

## Guerra y paz con Bulgaria
El primer desafío principal afrontado por el nuevo emperador era la guerra con Bulgaria, que había sido encendida de nuevo por la regencia de Zoé. La subida de Romano al poder había acabado con los proyectos matrimoniales de Simeón I (rey de Bulgaria), con el fin de casar a su hija con Constantino VII, y Romano tuvo la determinación para negar la concesión impopular de reconocimiento imperial a Simeón I, que ya había derribado dos gobiernos imperiales. Por consiguiente, los cuatro primeros años del reinado de Romano I estuvieron caracterizados por la guerra contra Bulgaria.
Aunque Simeón generalmente fuera más poderoso y tuviera una mayor cantidad de soldados, era incapaz de ganar una ventaja decisiva debido a la fortaleza de los muros de Constantinopla. En 924, cuando Simeón había bloqueado nuevamente la capital por tierra, Romano logró la apertura de negociaciones con los búlgaros. Encontrando a Simeón en persona en Kosmidion, Romano criticó la indiferencia de Simeón para la tradición y la hermandad ortodoxa cristiana, y supuestamente lo avergonzó así para que Simeón llegara a un acuerdo con el Imperio y levantara el sitio.
En realidad, la paz fue lograda por el reconocimiento tácito de Romano a Simeón como emperador de Bulgaria. Las relaciones posteriormente fueron estropeadas por la discusión continuada sobre títulos (Simeón se autoproclamó emperador de los romanos, título igual al del emperador bizantino), pero la paz se había establecido efizcamente.
Después la muerte de Simeón en mayo de 927, el nuevo emperador de Bulgaria Pedro I hizo una demostración de fuerza al invadir Tracia, pero se mostró dispuesto a negociar por una paz más permanente. Romano aprovechó la ocasión y propuso una alianza matrimonial entre las familias imperiales de Bizancio y Bulgaria. En septiembre de 927 Pedro I se casó con María, la hija del coemperador Cristóbal Lecapeno, y nieta de Romano I. Con este motivo, Cristóbal recibió la preferencia en la línea de sucesión sobre su cuñado Constantino VII, lo cual le causó resentimiento a Constantino VII hacia los Lecapeno, los búlgaros, y los matrimonios imperiales a forasteros (como está documentado en su libro De Administrando Imperio).
A partir de ese acuerdo de paz, el gobierno de Romano I había logrado liberarse totalmente de la amenaza de la confrontación directa militar con Bulgaria. Aunque el Imperio tácitamente apoyó una rebelión serbia contra Bulgaria en 931, y los búlgaros permitieron que incursiones magiares cruzaran su territorio hacia las posesiones bizantinas, Bizancio y Bulgaria permanecieron en paz entre sí durante 40 años.

## Campañas en el Este
Romano designó al brillante general Juan Curcuas comandante de los ejércitos de campaña (domestikos ton skholon) en el Este. Curcuas sometió una rebelión en el thema de Caldia e intervino en Armenia en 924. En 926 Curcuas hizo una campaña a través de la frontera del Este contra los Abasíes y sus vasallos, y consiguió una victoria importante en Melitene en 934. La captura de esta ciudad a menudo es considerada como la primera recuperación principal de territorio por parte del Imperio bizantino a los musulmanes.
En el 941, una flota de 15 viejos barcos liderada por Juan Curcuas tuvo que defender Constantinopla de una incursión rusa. Los invasores fueron derrotados tanto en tierra (habían desembarcado en Asia Menor) como en mar. En 944 Romano I acordó un tratado con el príncipe Ígor de Kiev. Tras haber superado esta crisis, Curcuas era libre de volver a la frontera oriental del Imperio. En el 943 Curcuas invadió el norte de Mesopotamia y sitió la importante ciudad de Edesa en el año 944. Allí, Curcuas obtuvo una de las reliquias más importantes de Bizancio: el Mandylion, la toalla santa supuestamente enviada por Jesucristo al Rey Abgaro V de Edesa, . Juan Curcuas, aunque considerado por algunos de sus contemporáneos "un segundo Trajano o Belisario" fue despedido después de la caída de Romano Lecapeno en el 944. Sin embargo, sus campañas en el Este prepararon el terreno para las reconquistas aún más significativas durante mediados y la segunda mitad del siglo X.

## La política interna
Romano I Lecapeno intentó reforzar al Imperio bizantino al buscar la paz en todas las fronteras del Imperio donde era posible, como sus acuerdos ya mencionados con Bulgaria y los Rus de Kiev. Para proteger Tracia de incursiones magiares (como estos en 934 y 943), Romano les pagó un tributo y persiguió objetivos diplomáticos.
Los jázaros eran aliados de Bizancio hasta el reinado de Romano, cuando él comenzó a perseguir a los judíos del Imperio. Según la Carta Schechter, el gobernante jázaro Yosef ben Aaron respondió a la persecución de judíos "deshaciéndose de muchos cristianos" y Romano I tomó represalias al incitar a Oleg de Nóvgorod (llamado Helgu en la Carta) contra el estado jázaro.
Asimismo, había restablecido la paz dentro de la Iglesia y había acabado con el nuevo conflicto entre Roma y Constantinopla al promulgar los Tomos de Unión en 920. En 933 Romano aprovechó una vacante en el trono patriarcal para designar patriarca a su joven hijo Teofilacto de Constantinopla. El nuevo patriarca no alcanzó renombre para su piedad y espiritualidad, pero añadió elementos teatrales a la liturgia bizantina y era un ávido criador de caballos. Según se dice, abandonó la misa para atender a una de sus yeguas favoritas cuando la yegua estaba pariendo.[cita requerida]
Romanos era activo como legislador, al promulgar una serie de leyes para proteger a los pequeños campesinos del peligro de ser tragados por los estados de la nobleza (dynatoi). La reforma legislativa en parte puede haber sido inspirada por las dificultades causadas por la hambruna de 927. El emperador también logró aumentar los impuestos que gravaban a la aristocracia y estableció el estado sobre un equilibrio financiero más seguro. Romano fue también capaz de someter eficazmente rebeliones en varias provincias del Imperio, sobre todo en Chaldia, Peloponeso, e Italia del Sur.
En Constantinopla, construyó su palacio en un lugar llamado Myrelaion, cerca del mar de Mármara. Al lado del palacio construyó un lugar santo que sería la primera iglesia de entierro privada de un emperador bizantino.

## Final del reinado
El reinado posterior de Romano I fue marcado por el interés aumentado del viejo emperador en el juicio divino y su sentido creciente de culpa por su papel en la usurpación del trono de Constantino VII. Después de la muerte de Cristóbal, su hijo más competente, en 931, Romano no avanzó a sus hijos más jóvenes en la preferencia sobre Constantino VII. Temiendo que Romano permitiera a Constantino VII apoderarse del trono a su muerte en vez de ellos, sus hijos más jóvenes, Esteban y Constantino se rebelaron contra su padre en diciembre de 944, le exiliaron en las islas del Príncipe y le obligaron a convertirse en monje. Cuando ellos amenazaron a Constantino VII, esto ocasionó una rebelión popular en Constantinopla a favor de Constantino VII y Esteban y Constantino fueron despojados de sus derechos al trono y enviados al exilio con su padre.
Romano I murió en junio de 948, y fue enterrado como otros miembros de su familia en la iglesia de Myrelaion. Habiendo vivido mucho tiempo bajo la amenaza constante de deposición -o peor- por parte de la familia Lecapeno, Constantino VII estaba muy resentido contra ellos. En el manual De Administrando Imperio, escrito por Constantino VII para su hijo y sucesor, Romano II, él dice algunas palabras tardías sobre su suegro: "el señor Romano el Emperador era un idiota y un hombre iletrado, nunca criado a la alta manera imperial, ni siguiendo los principios de las costumbres romanas, ni descendiente de emperadores o nobles, y por lo tanto el más grosero y autoritario en hacer la mayor parte de cosas... para sus creencias era grosero, obstinado, ignorante de lo que está bien, e indispuesto a adherirse a lo que es correcto y apropiado".